# Maddalena Sibilla di Brandeburgo-Bayreuth
Maddalena Sibilla di Brandeburgo-Bayreuth (Bayreuth, 27 ottobre 1612 – Dresda, 20 marzo 1687) fu una margravia di Brandeburgo-Bayreuth ed una principessa elettrice consorte di Sassonia.

## Biografia
Maddalena Sibilla era figlia del margravio Cristiano di Brandeburgo-Bayreuth (1581–1655) e di sua moglie Maria di Hohenzollern (1579–1649), figlia del duca Alberto Federico di Prussia e di Maria Eleonora di Jülich-Kleve-Berg. Una delle sue zie materne era la duchessa Anna di Prussia.
Ebbe tre fratelli sopravvissuti: Anna Maria (1609–1680), andata in sposa al principe Giovanni Antonio I von Eggenberg, duca di Krumlov; Ermanno Augusto (1615–1651) e Giorgio Alberto (1619–1666).
Il 13 novembre 1638 sposò a Dresda il principe elettore Giovanni Giorgio II di Sassonia, suo primo cugino in quanto figlio di sua zia materna Maddalena Sibilla di Hohenzollern. Sua cognata e cugina era Maddalena Sibilla di Sassonia.
Dal matrimonio nacquero tre figli: 
- Sibilla Maria (Dresda, 16 settembre 1642 – Dresda, 27 febbraio 1643), morta infante;
- Erdmute Sofia (Dresda, 25 febbraio 1644 – Schloss Bayreuth, 22 giugno 1670), sposò suo cugino, il margravio Cristiano Ernesto di Brandeburgo-Bayreuth, il 29 ottobre 1662;
- Giovanni Giorgio (Dresda, 20 giugno 1647 – Tubinga, 12 settembre 1691), successe al padre come elettore di Sassonia.

Maddalena Sibilla mantenne buoni rapporti con la famiglia reale svedese (la regina consorte dal 1620 al 1630, Maria Eleonora di Brandeburgo, era sua prima cugina), e riuscì in tal modo a salvare la città di Pirna da un attacco svedese nel 1639, nel corso della guerra dei trent'anni, spedendo una lettera al comandante svedese.
Rimasta vedova nel 1680, visse alternandosi tra le città di Freiberg e Colditz, assegnatele come sedi vedovili, e la Residenzhause di Dresda, dove si spense nel 1687. La sua tomba si trova nel duomo di Freiberg.

## Ascendenza
|                                           |                      |                                   | Genitori                         |  |  | Nonni |  |  | Bisnonni                     |  |  | Trisnonni                   |  |
|                                           |                      |                                   |                                  |  |  |       |  |  | Gioacchino II di Brandeburgo |  |  | Gioacchino I di Brandeburgo |  |
|                                           |                      |                                   |                                  |  |  |       |  |  | Gioacchino II di Brandeburgo |  |  | Gioacchino I di Brandeburgo |  |
|                                           |                      | Elisabetta di Danimarca           |                                  |  |  |       |  |  | Gioacchino II di Brandeburgo |  |  |                             |  |
| Giovanni Giorgio di Brandeburgo           |                      |                                   |                                  |  |  |       |  |  | Gioacchino II di Brandeburgo |  |  |                             |  |
|                                           |                      | Maddalena di Sassonia             | Giorgio di Sassonia              |  |  |       |  |  |                              |  |  |                             |  |
|                                           |                      | Maddalena di Sassonia             | Giorgio di Sassonia              |  |  |       |  |  |                              |  |  |                             |  |
|                                           |                      | Maddalena di Sassonia             | Barbara Jagellona                |  |  |       |  |  |                              |  |  |                             |  |
| Cristiano di Brandeburgo-Bayreuth         |                      | Maddalena di Sassonia             |                                  |  |  |       |  |  |                              |  |  |                             |  |
|                                           |                      | Gioacchino Ernesto di Anhalt      | Giovanni IV di Anhalt-Zerbst     |  |  |       |  |  |                              |  |  |                             |  |
|                                           |                      | Gioacchino Ernesto di Anhalt      | Giovanni IV di Anhalt-Zerbst     |  |  |       |  |  |                              |  |  |                             |  |
|                                           |                      | Gioacchino Ernesto di Anhalt      | Margherita di Brandeburgo        |  |  |       |  |  |                              |  |  |                             |  |
| Elisabetta di Anhalt-Zerbst               |                      | Gioacchino Ernesto di Anhalt      |                                  |  |  |       |  |  |                              |  |  |                             |  |
|                                           |                      | Agnese di Barby                   | Wolfgang I di Barby              |  |  |       |  |  |                              |  |  |                             |  |
|                                           |                      | Agnese di Barby                   | Wolfgang I di Barby              |  |  |       |  |  |                              |  |  |                             |  |
|                                           |                      | Agnese di Barby                   | Agnese di Mansfeld zu Mittel-Ort |  |  |       |  |  |                              |  |  |                             |  |
| Maddalena Sibilla di Brandeburgo-Bayreuth |                      | Agnese di Barby                   |                                  |  |  |       |  |  |                              |  |  |                             |  |
|                                           | Alberto I di Prussia | Federico I di Brandeburgo-Ansbach |                                  |  |  |       |  |  |                              |  |  |                             |  |
|                                           | Alberto I di Prussia | Federico I di Brandeburgo-Ansbach |                                  |  |  |       |  |  |                              |  |  |                             |  |
|                                           | Alberto I di Prussia | Sofia di Polonia                  |                                  |  |  |       |  |  |                              |  |  |                             |  |
| Alberto Federico di Prussia               | Alberto I di Prussia |                                   |                                  |  |  |       |  |  |                              |  |  |                             |  |
|                                           |                      | Anna Maria di Brunswick-Lüneburg  | Eric I di Brunswick-Lüneburg     |  |  |       |  |  |                              |  |  |                             |  |
|                                           |                      | Anna Maria di Brunswick-Lüneburg  | Eric I di Brunswick-Lüneburg     |  |  |       |  |  |                              |  |  |                             |  |
|                                           |                      | Anna Maria di Brunswick-Lüneburg  | Elisabetta di Brandeburgo        |  |  |       |  |  |                              |  |  |                             |  |
| Maria di Prussia                          |                      | Anna Maria di Brunswick-Lüneburg  |                                  |  |  |       |  |  |                              |  |  |                             |  |
|                                           |                      | Guglielmo di Jülich-Kleve-Berg    | Giovanni III di Kleve            |  |  |       |  |  |                              |  |  |                             |  |
|                                           |                      | Guglielmo di Jülich-Kleve-Berg    | Giovanni III di Kleve            |  |  |       |  |  |                              |  |  |                             |  |
|                                           |                      | Guglielmo di Jülich-Kleve-Berg    | Maria di Jülich-Berg             |  |  |       |  |  |                              |  |  |                             |  |
| Maria Eleonora di Jülich-Kleve-Berg       |                      | Guglielmo di Jülich-Kleve-Berg    |                                  |  |  |       |  |  |                              |  |  |                             |  |
|                                           |                      | Maria d'Austria                   | Ferdinando I d'Asburgo           |  |  |       |  |  |                              |  |  |                             |  |
|                                           |                      | Maria d'Austria                   | Ferdinando I d'Asburgo           |  |  |       |  |  |                              |  |  |                             |  |
|                                           |                      | Maria d'Austria                   | Anna Jagellone                   |  |  |       |  |  |                              |  |  |                             |  |
|                                           |                      | Maria d'Austria                   |                                  |  |  |       |  |  |                              |  |  |                             |  |